# District de Loudéac
Le district de Loudéac est une ancienne division territoriale française du département des Côtes-du-Nord de 1790 à 1795.
Il était composé des cantons de Loudéac, Caradec, la Chèze, Corlay, Mur, Plémet, Plouguenast et Uzel.